# Искуствени поени
Искуствени поени (енгл. experience points, скраћено XP) у стоним и видео играма улога представљају награду, изражену у нумеричком облику, коју играч добија за успешно обављен посао: завршавање мисија, превазилажење препрека или уништавање непријатеља.
У многим играма улога ликови су на почетку слаби и необучени. Када скупе довољно количине искуства, достижу следећи ниво у свом развоју. Тада им се обично побољшају личне карактеристике, као што су виталност, магија и снага, а могуће је и стицање нових способности и унапређење постојећих. Повећање нивоа такође може да отвори пут изазовнијим областима или предметима.
У многим играма, што је већа сложеност изазова то је већа награда за његово решавање. Како играчи стичу више искуствених поена то се повећава количина искуства потребног за стицање нових способности. Поред тога, искуство потребно за добијање нивоа се не мења, али се поступно смањују освојени искуствени поени за исте задатке како се ниво лика повећава. Тиме се подстиче прихватање нових задатака који су сразмерни тренутној снази лика.